# Volvo 940
Volvo 940 – один з останніх автомобілів Volvo серії 900 із приводом на задні колеса.

## Опис

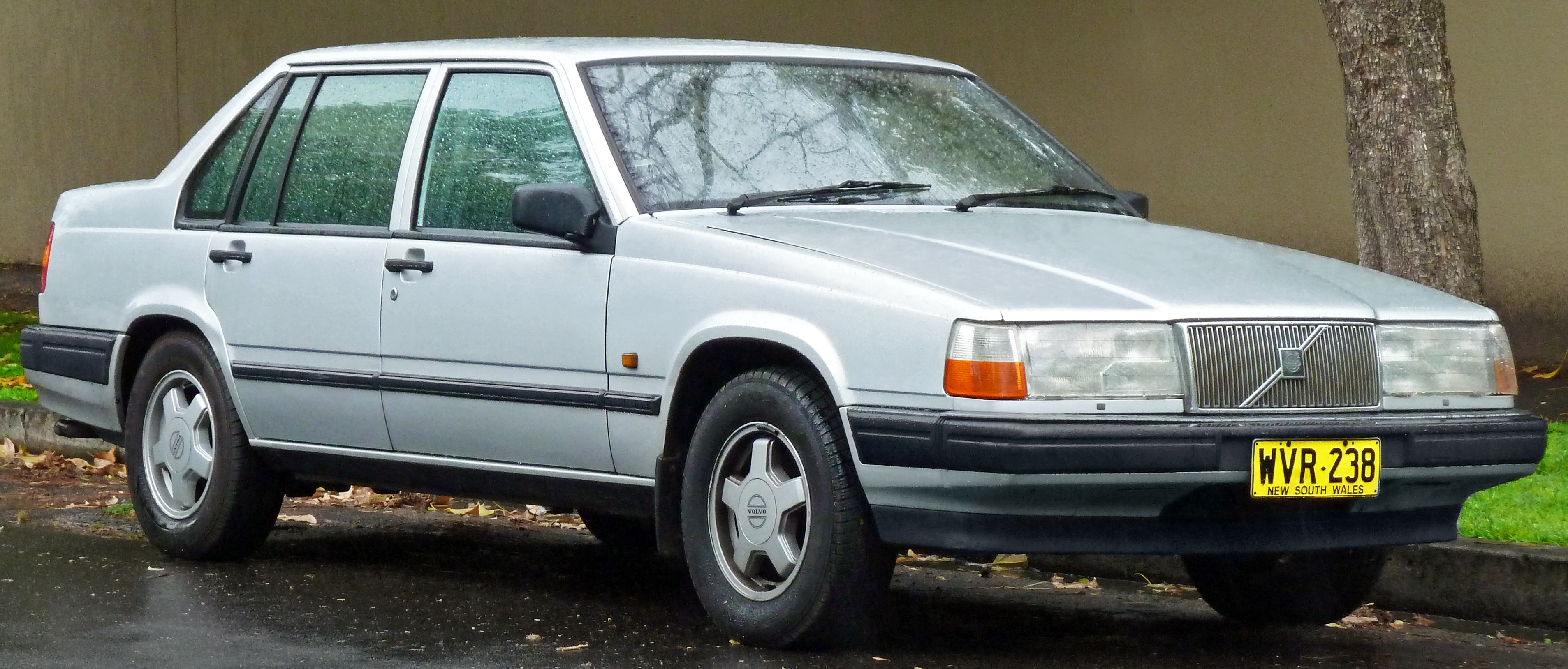
Volvo 940 (1990–1994)

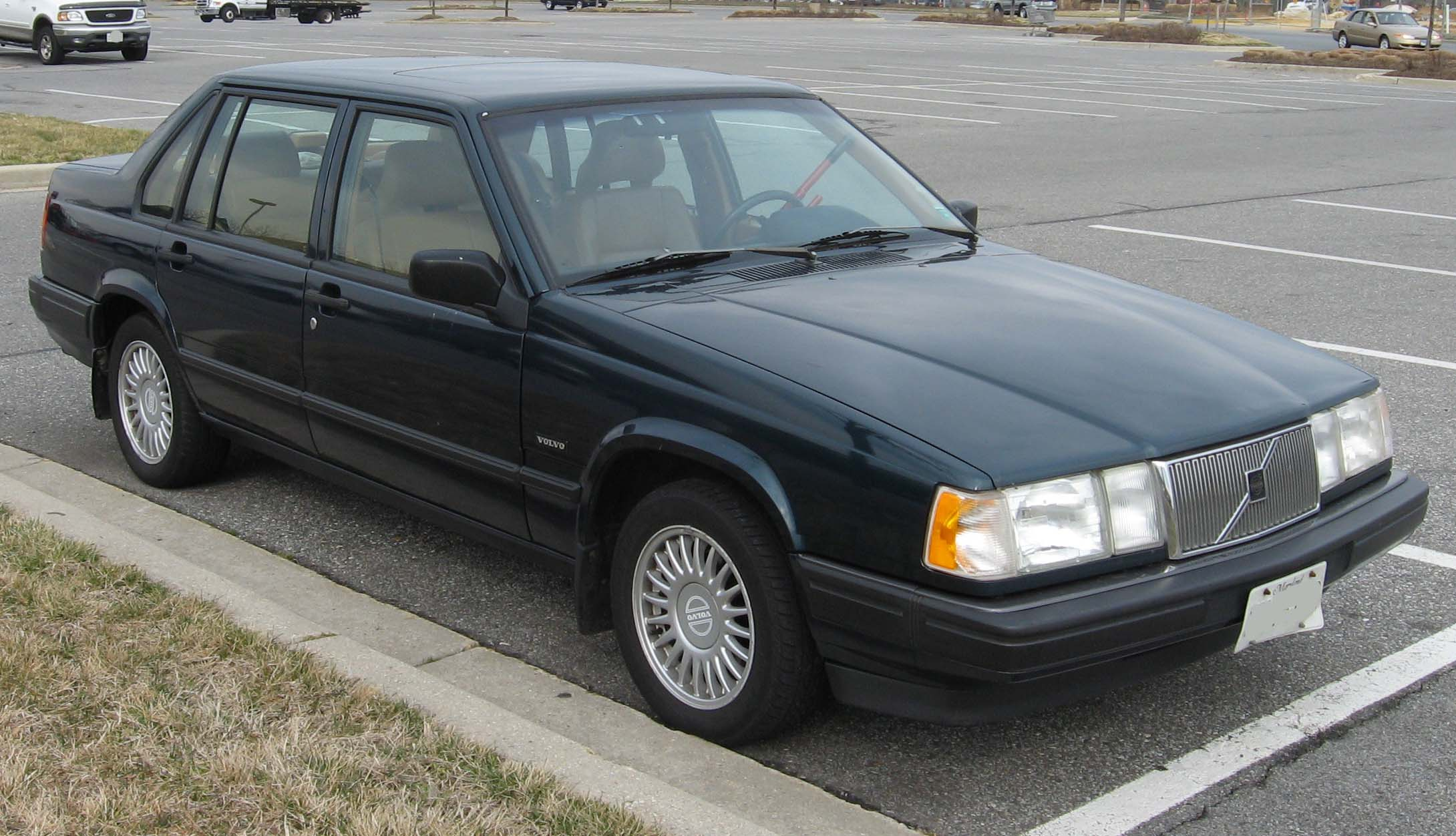
Volvo 940 (1994–1998)

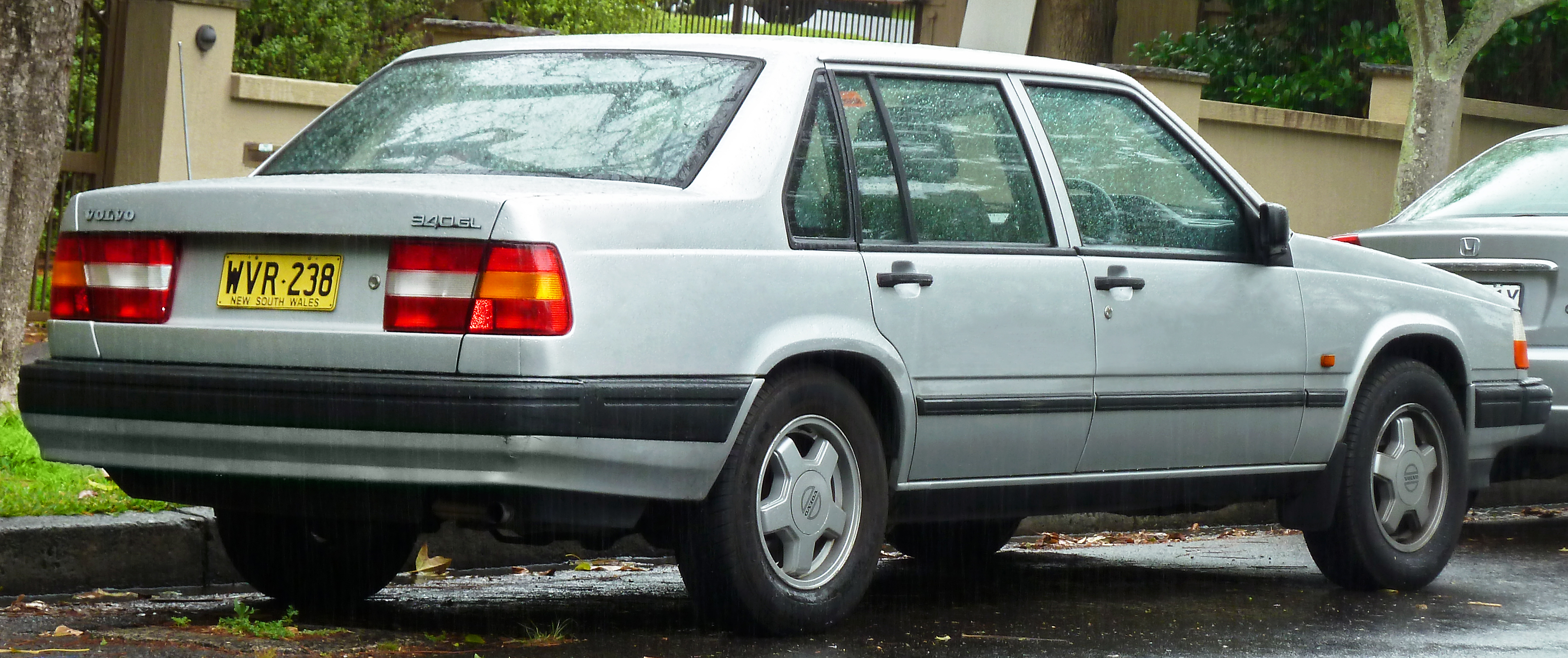
Volvo 940 (1990–1994)

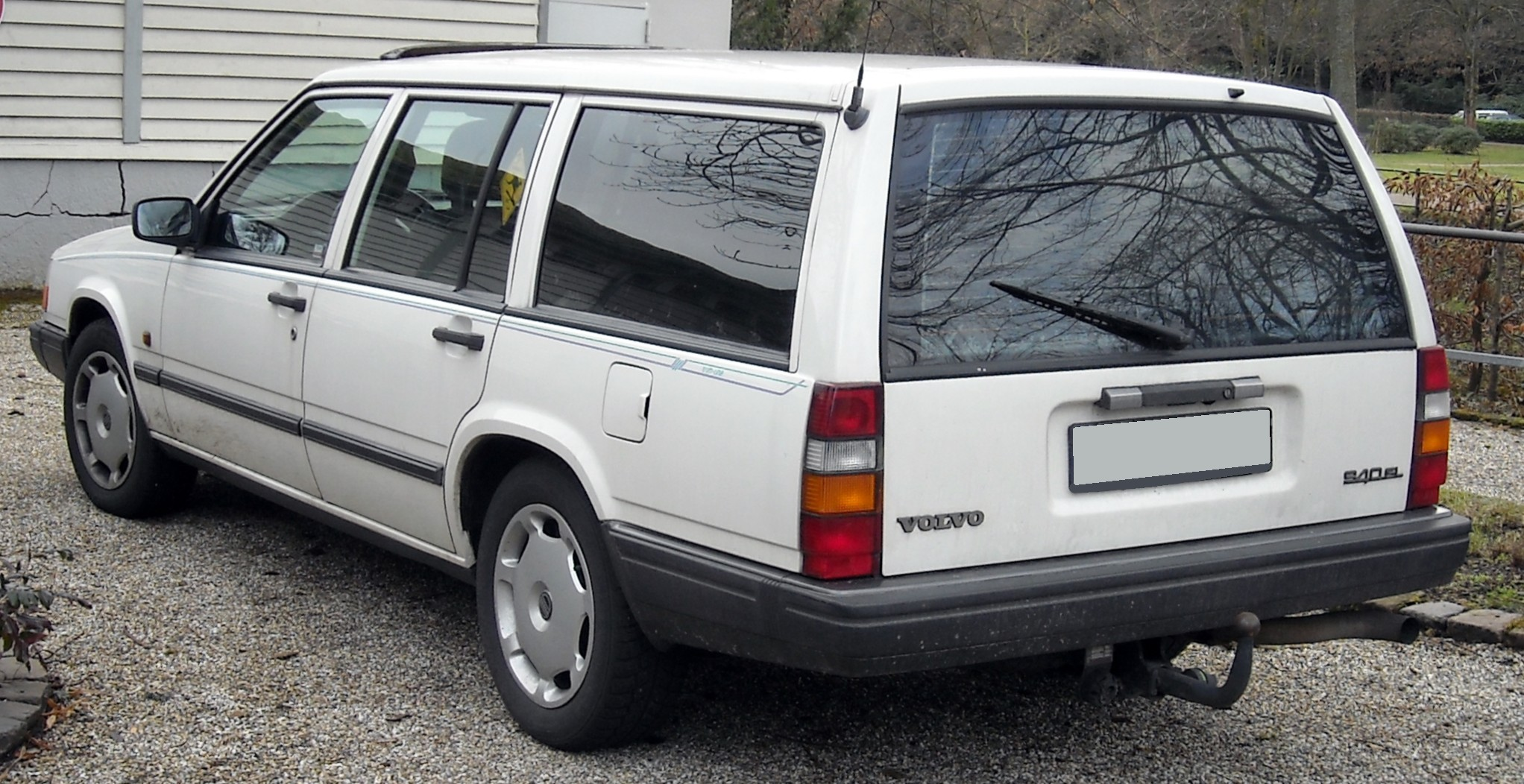
Volvo 945 універсал

Запущена у виробництво в 1990 році, 940 була суттєво модернізована в порівнянні з Volvo 740. Всі види трансмісій, що є в 740, за винятком 780 Coupe, були доступні моделі 940. 940 був більш тісно пов'язаний з 740, ніж 760: замінена панель приладів, трансмісія і метал передньої стійки.
У Сполучених Штатах у 1991 році модель 940 була запропонована у трьох версіях. У 940GLE використана версія 2,3-літрового 16-клапанного двигуна DOHC з 7000 об/хв. Модель 940 Turbo мала турбований 2,3-літровий двигун, а на топовому 940SE (турбо) з'явилися бампера, пофарбовані в колір кузова, а також додаткові опції (шкіряні сидіння, електропривод сидінь/люка тощо) як стандартна пропозиція.
940 - один з автомобілів Volvo, який створювався на колишньому заводі Volvo у Галіфаксі, Нова Шотландія. 1993 року 940S отримали символіку на задньому вікні, на честь 30-річчя заводу. Виробництво серії 940 закінчилося 5 лютого 1998 року.

## Двигуни
4-циліндрові рядні бензинові двигуни:
- 2.0i B200F (112 к.с.);
- 2.0i Turbo B200FT (155 к.с.);
- 2.3i B230F (116 к.с.);
- 2.3i B230FB (131 к.с.);
- 2.3i Niederdruck-Turbo B230FK (135 к.с.);
- 2.3i DOHC 16v B234F (155 к.с.);
- 2.3i Turbo Intercooler Compressor B230FT (165 к.с.);

6-циліндрові рянді дизельні двигуни:
- 2.4 Diesel (82 к.с.)
- 2.4 Turbo-Diesel (109 к.с.)
- 2.4 Turbo-Diesel Intercooler (115 к.с.) до 1993
- 2.4 Turbo-Diesel Intercooler (122 к.с.) з 1992